# Psychotria morindiflora
Psychotria morindiflora är en måreväxtart som beskrevs av Nathaniel Wallich och Joseph Dalton Hooker. Psychotria morindiflora ingår i släktet Psychotria och familjen måreväxter. Inga underarter finns listade i Catalogue of Life.